# Луганський обласний академічний український музично-драматичний театр
Луганський обласний академічний український музично-драматичний театр — український театр в місті Луганськ Луганської області України. Після окупації російсько-терористичними військами Луганська у 2014 році, з 2022 року, тимчасово працює в Суми на базі Сумського національного академічного театру драми та комедії імені М. С. Щепкіна. З 2014 по 2022 роки працював у Сєвєродонецьку.

## Історія
У 1941 році з акторів, евакуйованих з різних областей України, для обслуговування Закавказького фронту, Чорноморського флоту, був організований театр в місті Харкові. Засновниками театру по праву вважаються його перший художній керівник заслужений артист України В. С. Довбищенко та режисер О. Я. Громов. З іменами цих режисерів пов'язане творче становлення колективу, збагачення репертуару виставами за п'єсами української класичної драматургії: «Украдене щастя» І. Франка, «Наймичка» І. Тобілевича, «Маруся Богуславка» М. Старицького, а також опер «Запорожець за Дунаєм» С. Гулака-Артемовського. «Наталка Полтавка» М. Лисенка та інших. Керував творчим колективом театру з дня його заснування досвідчений режисер і актор О. Я. Громов, першим директором був О. І. Сичевський.
В листопаді 1943 року в творчий склад цього театру ввійшла група українських акторів з Вінниці і Запоріжжя. Театр отримав назву Харківський український театр музичної комедії. Він став базою для утворення Луганського українського музично-драматичного театру.
В травні 1944 року театр був направлений з евакуації в місто Луганськ і за рішенням Всесоюзного комітету мистецтв перейменований в Луганський український музично-драматичний театр. Перший післявоєнний сезон театр відкрив у Луганську восени 1944 року виставою «Ой, не ходи, Грицю, та й на вечорниці» за М. Старицьким на сцені Палацу імені Леніна.
В 1947 році театру було присвоєно ім'я О. М. Островського. Розміщувався у приміщенні на вул. Пушкіна. Головним режисером призначено М. Макаренко
В березні 1951 року театр очолив відомий майстер української сцени, заслужений артист УРСР  Р. Д. Єфименко.
В 1958 році посаду головного режисера займає А. В. Бондаренко, на якій він перебував до 31 грудня 1962 року.
На початку 1960-х в житті театру наступили дуже важкі часи, коли стояло питання про його існування взагалі. В результаті русифікаторської політики, що проводилася в Україні, театр ліквідували, залишивши вчетверо скорочену трупу з 1З чоловік.
Згідно з Постановою Ради Міністрів УРСР від 12 грудня (№ 1393) з 1 січня 1963 року український музично-драматичний театр ім. О. М. Островського і російський драматичний театр були об'єднані в єдиний Луганський обласний драматичний театр з двома трупами: російською і українською. Двадцять сім років в Луганську існував об'єднаний театр з двома трупами.
З березня 1988 р. до 2014 р. посаду головного режисера обіймав заслужений діяч мистецтв України Володимир Московченко. Його прем'єрна вистава «Безталання» І. Карпенка-Карого (1988 р.) стала для режисера перепусткою до багаторічної плідної праці в стінах театру.
Лише в 1990 році обласний український музично-драматичний театр знову став самостійним. Беручи до уваги клопотання обласного управління культури, колективу об'єднаного театру, громадськості міста, з метою докорінних змін в організації театральної справи в області, а також, в зв'язку з необхідністю посилення пропаганди української національної культури і мови, виконком обласної Ради народних депутатів вирішив реорганізувати Луганський обласний музично-драматичний театр в два самостійні театри (рішення виконкому обласної Ради народних депутатів від 18.07.90р. № 15). 1 лютого 1990 р. на базі української і російської труп були створені: Луганський обласний український музично-драматичний театр та Луганський обласний російський драматичний театр.
З 1999 року театр працює в новому, реконструйованому приміщенні по вулиці Оборонній, 11.
У 2002 році театру надано статус «академічний».
|  | Наш театр має легендарну історію. Його було створено 15 червня 1941 року. Театр жодного разу не грав вистави російською. І не тому, що ми не любимо російську мову. Просто вважаємо, що треба берегти українську культуру. (художній керівник театру Михайло Голубович, інтерв'ю газеті «Експрес», листопад 2009) |

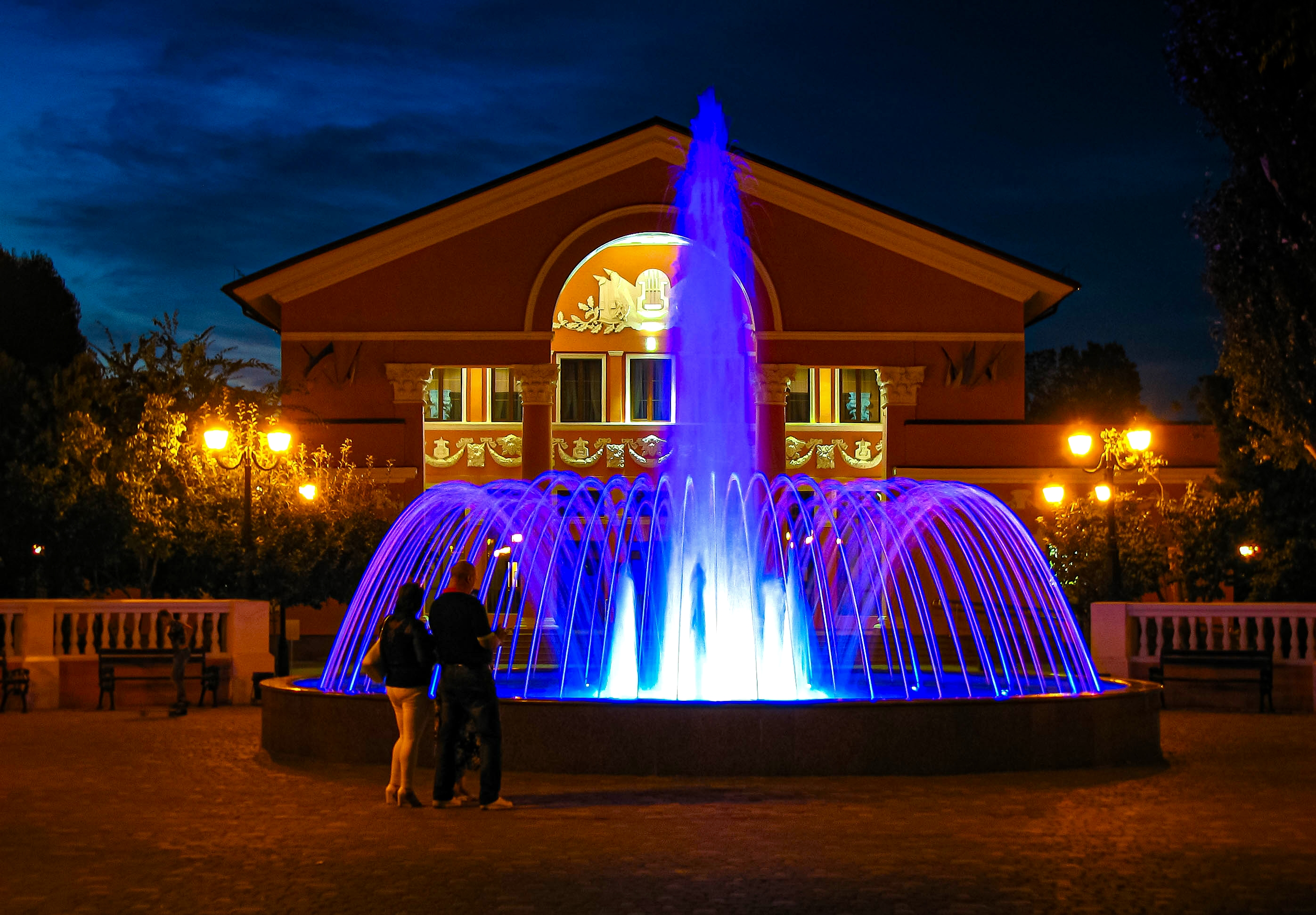
Будівля театру у Сєвєродонецьку від 2014 року.

У зв'язку з російською окупацією Луганська, у грудні 2014 року театр було евакуйовано до міста Сєвєродонецьк. Йому було надане приміщення Сєвєродонецького міського театру драми. Проте не вдалося евакуювати матеріально-технічну базу, а велика частина колективу залишилася працювати в Луганську, тому для заміщення вакансій було оголошено великий конкурс..
Першим режисером театру після евакуації став Григорій Богомаз-Бабій, який переїхав у Сєвєродонецьк з Дніпра на початку 2015.. Вже у травні 2015 театр дав виставу «Наша кухня» за п'єсою Асі Котляр, трупа театру складалась з трьох актрис..
У жовтні 2015 р. на посаду директора призначено Сергія Дорофєєва, під його керівництвом театр спрямував вектор своєї діяльності на подальший розвиток, а не тільки на  виживання у надзвичайно складних умовах (відсутність власної сцени, матеріально-технічної бази, професійних кадрів, репертуару тощо). Вже наприкінці 75-го театрального сезону колектив театру зміг вивести свою діяльність на якісно вищий рівень. В цей час загальна кількість працівників налічує близько 100 осіб, з яких 50 % належать до художньо-артистичного складу, в репертуарі театру налічувалося 8 вистав.
Перші гастролі переміщеного театру відбулися в березні 2016 року в м. Києві, де під час культурно-мистецької акції «Нескорена Луганщина», на сцені Національного академічного театру ім. І. Франка театр презентував дві вистави.
В лютому 2016 р. до театру повертається заслужений діяч мистецтв України Володимир Московченко, який обійматиме посади художнього керівника (до 2019 року) та головного режисера театру (з 2019 р. до квітня 2020 р.).
У 2016 році актрисам театру Ользі Яковенко та Наталії Карчковій було присвоєно почесні звання «Заслужений артист України».
З кінця 2017 року театр починає приймати глядачів у власній будівлі, після капітального ремонту будівлі колишнього Сєвєродонецького театру драми за адресою м. Сєвєродонецьк, бульвар Дружби Народів, 21.
У 2021 році актору театру Івану Шербулу було присвоєно звання «Народний артист України», головній балетмейстерці театру Ірині Сєрєковій звання «Заслужений працівник культури України».
З 2021 року посаду головного режисера театру обіймає заслужений артист України Максим Булгаков.
Весною 2022 приміщення театру було зруйновоно російськими окупантами. Відтоді його стан погіршився через погодні умови та байдужість окупаційної влади. В липні цього ж року театр тимчасово переїхав до будівлі Сумського національного академічного театру драми та комедії імені М. С. Щепкіна, а 12 серпня театр дав першу виставу в Сумах.

Директором - художнім керівником призначено Олександра Гришкова, останні 8 років в м. Сєвєродонецьку він працював в театрі на посаді заступника директора - художнього керівника.

## Трупа
Провідні актори театру різних років
- народні артисти України:
  - Олександр Морозов (працює в Дрогобицькому театрі)
  - Валентина Медведенко
  - Володимир Куркін
  - Наталія Коваль (працює в Луганську)
  - Михайло Голубович (працює в Луганську)
  - Іван Шербул (працює в Сєвєродонецьку)
- заслужені артисти:
  - Ольга Яковенко (працює в Сєвєродонецьку)
  - Наталія Карчкова (працює в Сєвєродонецьку)
  - Ірина Осламенко (працює в Львівському обласному академічному українському музчно-драматичному театрі ім. Ю. Дрогобича)
  - Євген Тодоракін (працює в Білій Церкві)
  - Ніна Чоп
  - Леонід Лісняк
  - Олександр Гончаров (працює в Луганську)
  - Олександр Редя (працює в Луганську)

Режисери театру різних років:
- Олександр Громов
- Віктор Довбищенко
- Микола Макаренко
- Борис Крижанівський
- Родіон Єфименко
- Анатолій Бондаренко
- Володимир Куркін
- Сергій Козир
- Вероніка Золотоверха
- Альона Дорофєєва
- Дмитро Некрасов

## Репертуар театру до 2014 року
- «Тарас Бульба» Л. Тома за М. Гоголем — епічна драма
- «Ніч під Івана Купала» М. Старицький — музична драма
- «Філумена Мартурано» Ед. де Філіппо — комедія
- «Нам всім одна дісталась роль» муз. О. Колкера — музична комедія
- «Сватання на Гончарівці» Г. Квітка-Основ'яненко — музична комедія
- «Розлучення по-французьки» Ф. Кампо — комедія
- «Свіччине весілля» І. Кочерга — музична драма
- «Ромео і Джульєтта» В. Шекспір муз. Г. Фролова — мюзикл
- «Донна Люція» муз. О. Фельцмана, п'єса Т. Брандона — музична комедія-фарс
- «Титарівна» М. Кропивницький за Т. Шевченком — музична драма
- «Одкровення від Івана» А. Крим — комедія
- «Сяйво Монмартру» І.Кальман — мюзікл
- «Три мушкетери» за О. Дюма, муз. М. Дунаєвського — мюзикл
- «… Мені являлася любов» Т. Іващенко — драма
- «Мачуха» О. де Бальзак — мелодрама
- «Екстазі-любов» Т. Іващенко — драма
- «Айседора» А. Бєдічев — монолог на фоні балету
- «Мокрий Блюз» Дж. Патрік — музична комедія
- «Позичте тенора» К. Людвіг — опера-буф
- «Міщанин у дворянстві» Ж-Б. Мольєр — музична комедія
- «Украдене щастя» І. Франко — драма
- «Два джентльмена з Верони» В. Шекспір — комедія
- «Сестра Керрі» муз. Р. Паулса — мюзикл
- «Шестеро персонажів у пошуках автора» Л. Піранделло — імпровізуємо Піранделло
- «Нові фараони» Г. Половинко — комедія-буф
- «Моя чарівна леді» Ф. Лоу — мюзикл
- «Одружуйтесь! — або йдіть до дідька» А. Чехов — комедія-жарт
- «Учитель танців» Лопе де Вага — комедія
- «Шалена співачка» В. Тарасов — комедія
- «Шельменко-денщик» Г. Квітка-Основ'яненко — музична комедія

## Репертуар театру з 2015 року
- «Наша кухня» за п'єсою А.Котляр, трагікомедія
- «Наталка-Полтавка» за І. П. Котляревським, муз. М. В. Лисенка, музична вистава
- «Обережно — жінки!» А.Курейчика, французька комедія
- «За двома зайцями» М.Старицького, міщанський каламбуръ під мериканські музики
- «Раз добром нагріте серце вік не прохолоне» літературно-музична композиція за творами Тараса Шевченка
- «Маклена Ґраса» М.Куліша, трагіфарс
- «Ніч на полонині» О.Олеся, поетична драма
- «Байки Сєвєра», документальна вистава-кабаре
- «Ідзанамі» Т.Іващенко, еротична мелодрама
- «Потрібен брехун» Д.Псафаса, музична комедія
- «Звідки беруться діти» А.Крима, комедія
- «Пошились у дурні» М.Кропивницького, музична комедія
- «І все-таки я тебе зраджу» Н.Нежданої, фантазія на 1 дію
- «Станція» О.Вітера, комічне фентезі на 1 дію
- «Легені» Д.Макміллана, пластична драма-піар
- «Американська рулетка» О.Марданя, комедія
- «Лавина» Т.Джюдженоглу, притча
- «Конотопська відьма» за Г. Квіткою-Основ'яненком, бурлеск
- «Веселий дух» Н. Кауард, комедія
- «Мірандоліна» К. Гольдоні, комедія
- «Кохання в стилі…» Я. Стельмах, холостяцькі жарти під акомпанемент до шлюбу
- «Любов на замовлення» Т. Іващенко, лірична комедія
- «Ассоль» О. Вратарьов, мюзикл-відлуння Гріна
- «Жайворонок» Ж. Ануй, дізнання на дві дії
- «Украдене щастя» за І. Франком, спадок жіночого буття
- «Вій» за М. Гоголем, містичний саспенс
- «Одруження» за М. Гоголем, комедія
- «Останній герой суїциду» Неди Нежданої, комедія-блюз
- «Любов до скону» А. Ніколаї, іронічна комедія з чорним присмаком
- «Ромео & Джульєтта» В. Шекспіра, мюзикл-детектив
- «Безталання» за І. Карпенком-Карим, драма
- «…І в біді, і в щасті» Г. Устинової, клінічний випадок
- «Весілля обов'язкове» В. Гунченко, кухонна комедія
- «Три сестри та інші» І. Білиць за А. Чеховим, розіграна драма
- «Ревізор» В. Шкляра, сатирична комедія
- «Любов до скону» Альдо Ніколаї, іронічна комедія з чорним присмаком
- «Сорочинський ярмарок» За М.Гоголем, шоу-балаган
- «Ігри хижаків» Ж. Гальсеран (за п'єсою «Метод Гронхольма»), детектив[8]

ВИСТАВИ  ДЛЯ ДІТЕЙ
- «Подарунок Святого Миколая» В.Золотоверхої, новорічно-різдвяна казка
- «Новорічні пригоди Котигорошка» О.Задніпровського, новорічно-різдвяна казка
- «Різдвяні пригоди Синіптаха» А. Дорофєєвої, музична казка
- «Червоний Капелюшок» С.Марена за Ш.Перро, казка для дітей
- «Золоте курча» В.Орлова, музична казка
- «Йшла собака через міст» Я. Грушецький, казка
- «Як врятувати Мережину» Лани Ра, музична казка
- «Зелена гора» Я. Верещак, О. Вратарьов, музична казка